# KK Возничего
KK Возничего (лат. KK Aurigae) — одиночная переменная звезда в созвездии Возничего на расстоянии (вычисленном из значения параллакса) приблизительно 6647 световых лет (около 2038 парсеков) от Солнца. Видимая звёздная величина звезды — от менее +15m до +11,5m.

## Характеристики
KK Возничего — красная пульсирующая переменная звезда, мирида (M) спектрального класса M. Эффективная температура — около 3282 К.